# Ruś (powiat olsztyński)

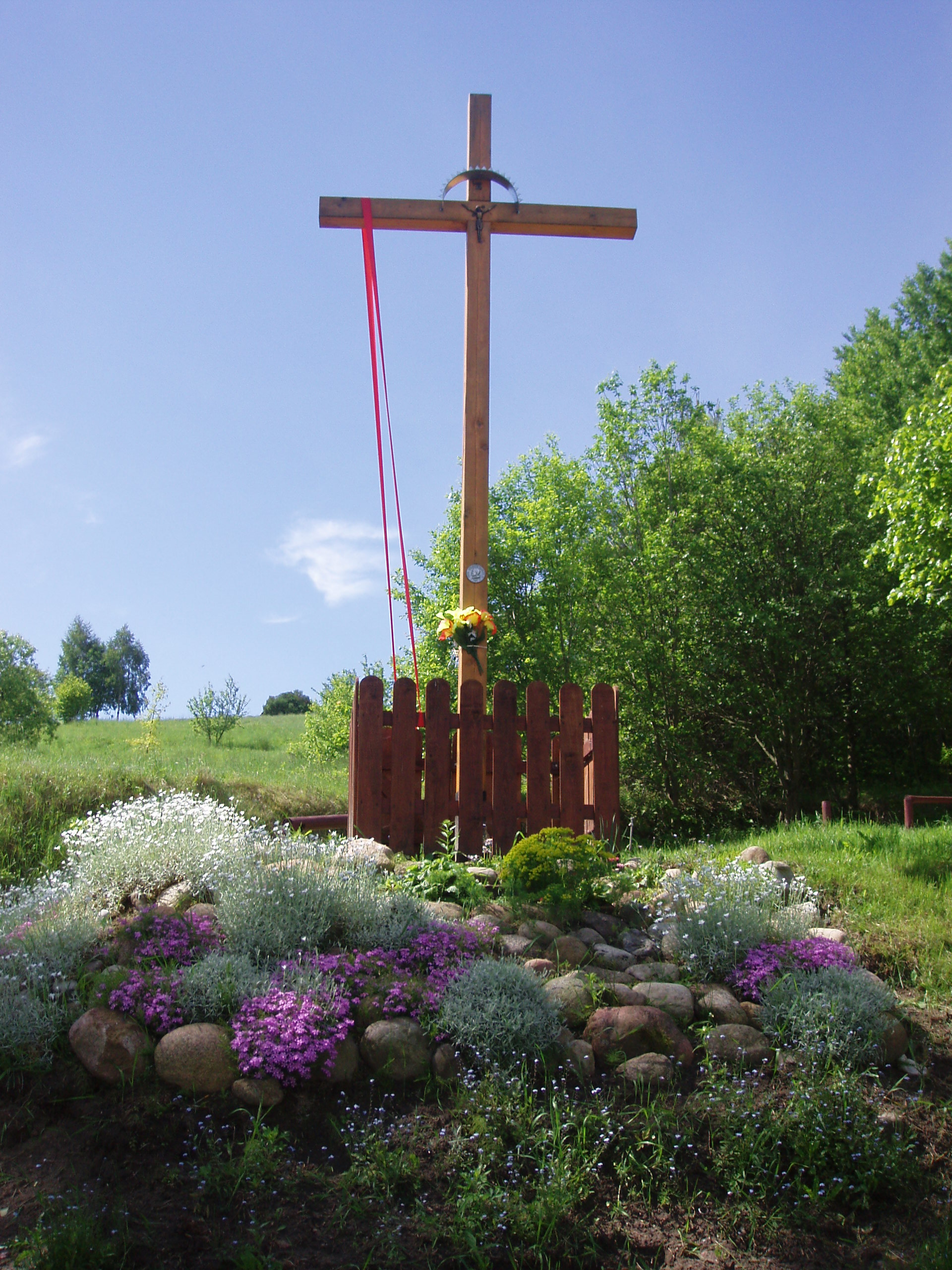
Przydrożny krzyż w Rusi

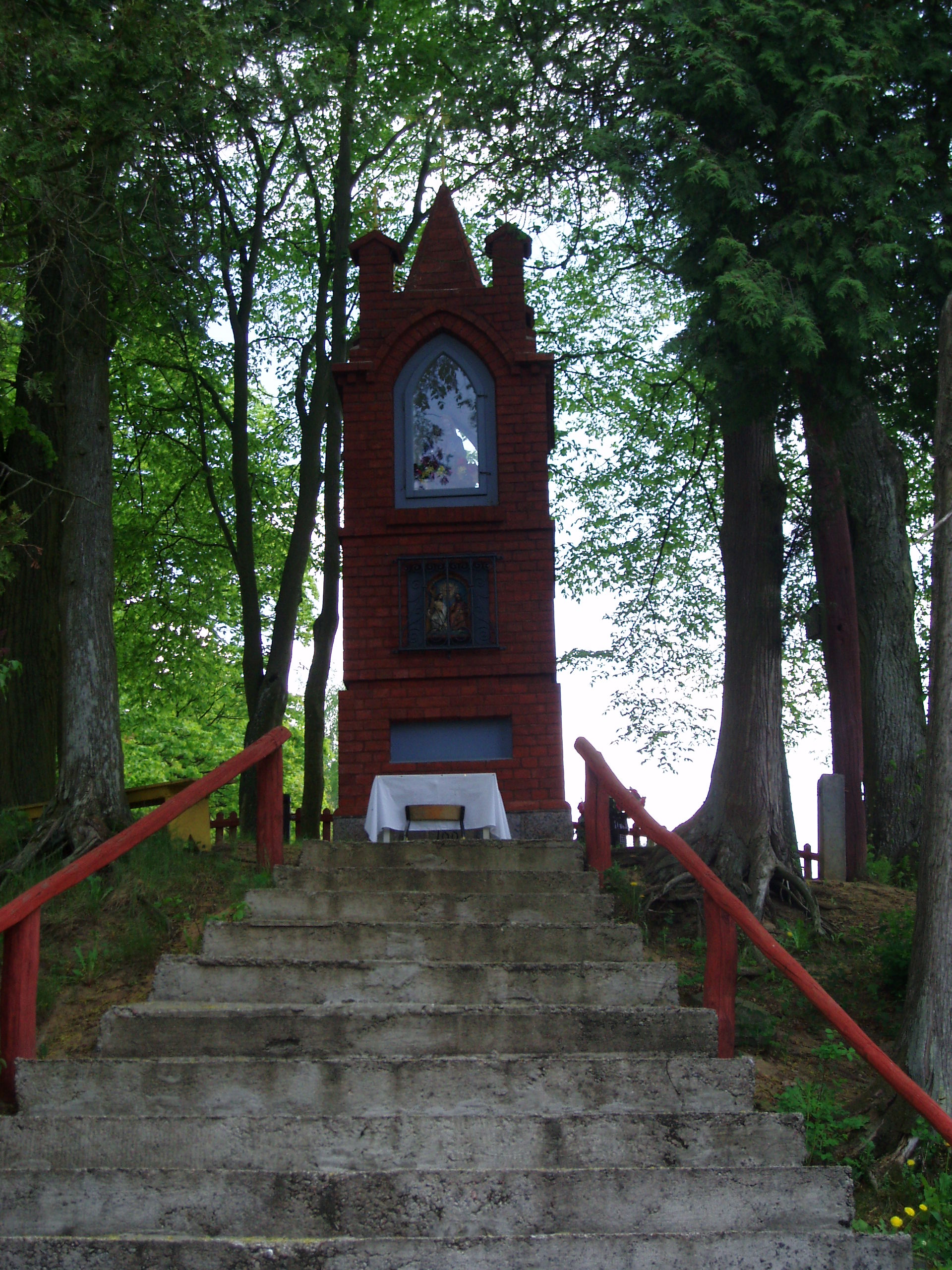
Kapliczka w Rusi

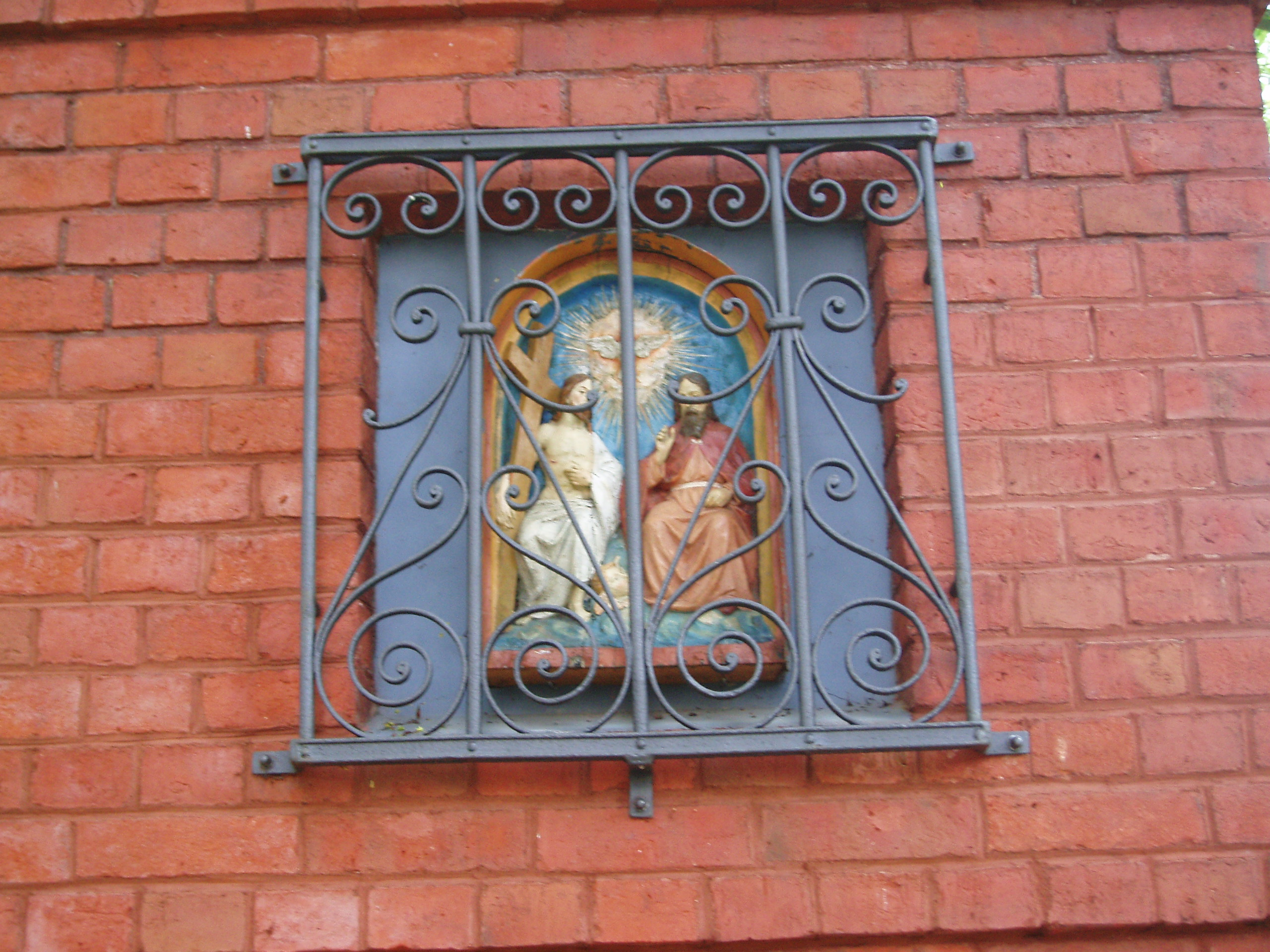
Kapliczka – detale

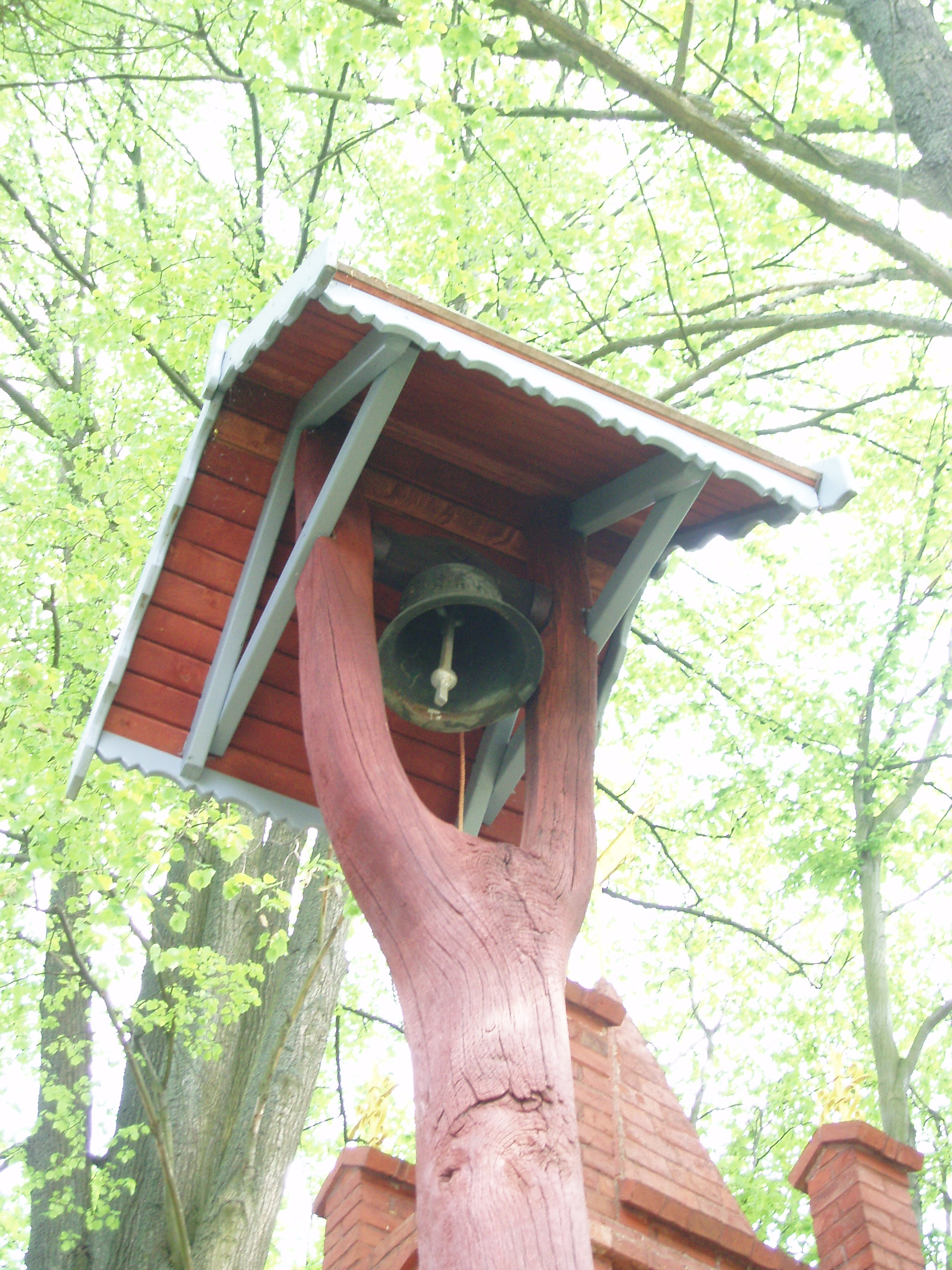
Dzwonek przy kapliczce

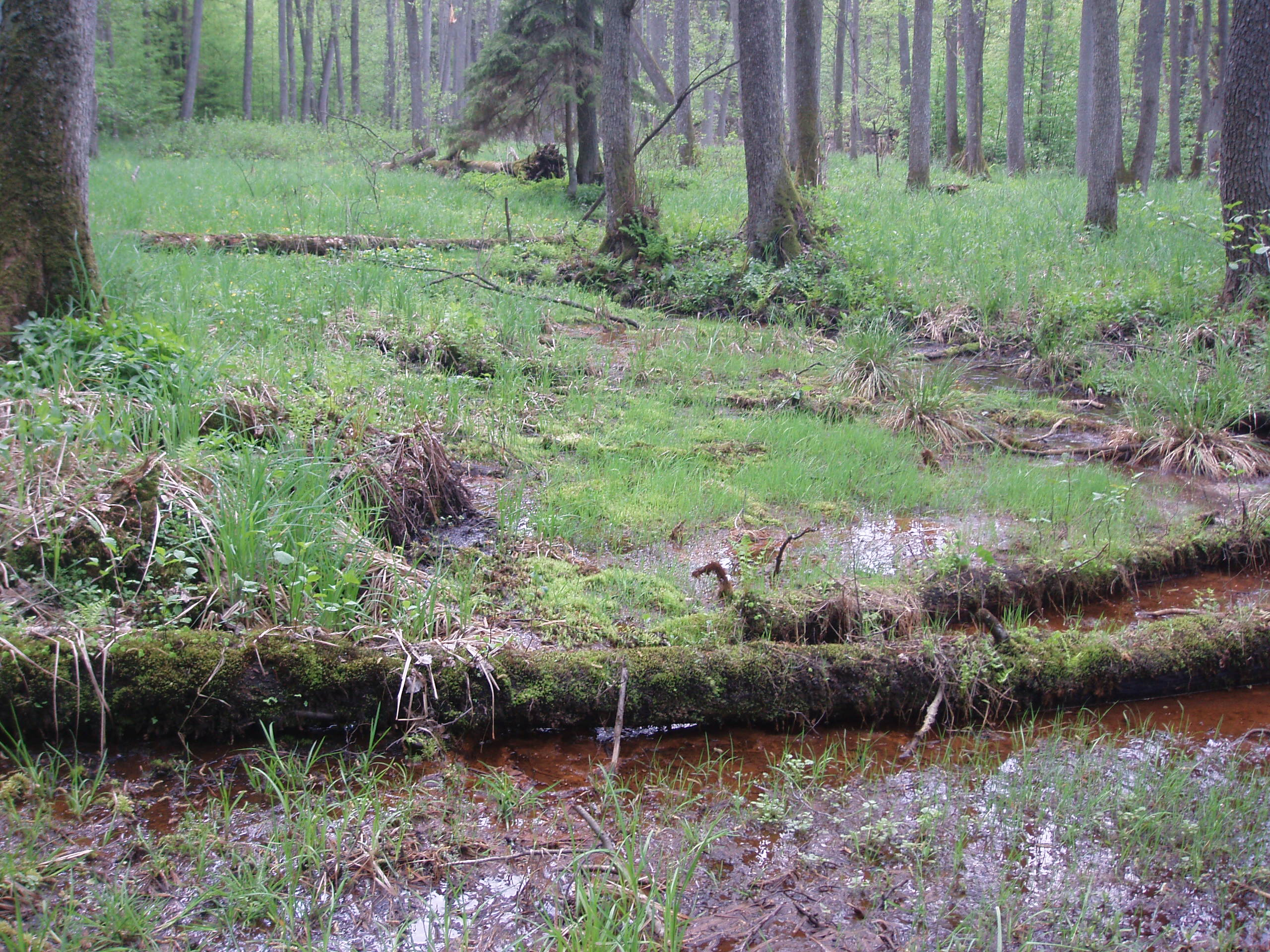
Źródlisko przy Łynie, na terenie rezerwatu Las Warmiński, tuż za wsią

Ruś (niem. Reussen) – wieś w Polsce, położona w województwie warmińsko-mazurskim, w powiecie olsztyńskim, w gminie Stawiguda, w parafii Bartąg, w sołectwie Ruś.
W latach 1975–1998 miejscowość należała administracyjnie do województwa olsztyńskiego. Wieś znajduje się w historycznym regionie Warmia. Ruś położona jest 7 km na południe od Olsztyna nad rzeką Łyną.
Historycy niemieccy wskazują, że nazwy Ruś czy Ruszajny (Reuschahagen) pochodzą od Rusińskich osadników z Rusi Białej. Inni wiążą nazwę z więcierzem do połowu ryb Fischreuse. Jeszcze inni wskazują na Pruskie słowo rusite czyli ciec, a więc określenia dotyczącego wody, w tym przypadku rzeki Łyny Rusele, Russe.
| SIMC    | Nazwa   | Rodzaj                       |
| ------- | ------- | ---------------------------- |
| 0488993 | Binduga | część wsi do 1 stycznia 2024 |

## Historia wsi
Ruś została założona przez kapitułę warmińską w 1374 roku na prawie chełmińskim. Wieś lokowano w południowej części pola (lauksu) Bertingen (teren historycznej parafii bartąskiej), na obszarze ziemi Bertingen, pruskim okręgu osadniczym, który należał wcześniej do Galindii. W roku 1334 w Bertingen, prawdopodobnie w Bartążku, zbudowano pierwszą w tym rejonie krzyżacką strażnicę (drewniany „zameczek”) i rozpoczęto osadnictwo. Ziemia Bertingen znalazła się na terytorium Warmii i weszła w skład komornictwa olsztyńskiego.
Komornictwo olsztyńskie, tak jak fromborskie i melzackie, należało do kapituły warmińskiej, podczas gdy pozostała część Warmii należała do biskupów warmińskich. Po przejęciu ziem nad górną Łyną, kapituła warmińska rozpoczęła kolonizację komornictwa olsztyńskiego. Najwcześniej w tym rejonie powstały Bartążek (1335), Bartąg (1345), Jaroty (1342), Dorotowo (1348 nad jeziorem Wupling), Tomaszkowo (1363) a także trzy majątki rycerskie: Gągławki (1348), Kielary (1361) i Maudy (dzisiejsze Majdy). W 1348 roku zapadła decyzja o budowie miasta Olsztyna, które lokowano w 1353 roku. Olsztyński zamek chronił okoliczne wsie przed najazdami litewskimi.
O ile pozostałe wsie w ziemi Bartingen miały charakter rolniczy, Ruś założono z myślą o zagospodarowaniu leśnego odcinka Łyny i należącej do kapituły warmińskiej części Wielkiej Puszczy (Grosse Wildnis). 
Wieś ulokowana nad rzeką. Poza rolnikami mieszkali tu dawniej także bartnicy, rybacy, młynarze. W przeszłości istniały tu młyny zbożowe, tartaki, olejarnie oraz huty żelaza i miedzi. W końcu XVI wieku Ruś stanowiła wieś bartników.
W 1530 były tu tylko 3 gospodarstwa pruskie. W 1817 w Rusi mieszkały 94 osoby, w 1846 już 230, a w 1871 – 562, w 1895 – 690 i w 1925 – 768, w 1939 – 870. W 1861 z 407 mieszkańców aż 360 posługiwało się na co dzień językiem polskim. 391 było katolikami, 12 to ewangelicy a 4 – Żydzi.

### Młyny
W 1444 pracował w Rusi młyn zbożowy, który wraz z dwoma włókami kupił od kapituły Jan z Prosse. W 1523 młyn ponownie był we władaniu kapituły. W 1685 jednym z właścicieli młyna był Jakub Sobieski. Następnie młyny zbożowe znajdowały się w posiadaniu Wawrzyńca Beuta, Mateusza Biendary i Jana Pedrikowskiego. Młyn Sójka (w górę rzeki Łyny od Rusi, obecnie na terenie rezerwatu Las Warmiński) po raz pierwszy został odnotowany w dokumentach w XV w. W 1596 Kapituła Warmińska sprzedała młyn Tomaszowi Ciborzykowi. W czasie wojen szwedzkich (1626–1630) młyn został zniszczony, podobnie było w roku 1656. Na Warmii nie było przymusu mlewa. Nakaz ten został wprowadzony dopiero w 1778 przez rejencję w Królewcu. Od tej pory do młyna w Rusi przypisani zostali rolnicy z dziewięciu wsi: Bartąga, Bartążka, Dorotowa, Gągławek, Jarot, Kielar, Linowa, Szczęsnego i Zazdrości.

### Huta żelaza
W 1529 hutę żelaza wydzierżawiono olsztyńskiemu mieszczaninowi Marcinowi Schmitowi. Od 1594 hutę żelaza (Eisenwerk) dzierżawił kowal Marcin Schimmelpfenig.

### Tartak
Funkcjonował także tartak napędzany energią wody. W 1661 tartak wraz z 3 włókami został sprzedany młynarzowi Andrzejowi Hermanowi z Zielonego Młyna (Grünmühle koło Gryźlin, wieś ta nie istnieje obecnie). W 1695 właścicielem tartaku był niejaki Poposa.
Chłopi z Rusi uprawiali trójpolówkę, co na piaszczystych gruntach nie dawało dużych plonów. Zobowiązani byli do odrabiania szarwarku – czyli różnych prac publicznych na rzecz Kapituły Warmińskiej. Często na przednówku brakowało pożywienia. W wiekach późniejszych warunki życia też nie były łatwe. Nawet w XIX w. tylko część rolników posiadało dwa konie. Większość dorabiała pracą w hucie szkła w pobliskim Jełguniu, pracą w lesie, przy regulacji rzeki Łyny (rzeka była spławna od Jeziora Łańskiego) – swobodnie mogły nią płynąć tratwy o szerokości 4 m, każda z ich związana z 200 pniu o objętości 600 m³. W Rusi – gdzie znajdowały się młyny – wykopano w tym celu drugie koryto rzeczne. Część drewna spławnego składowano w Jeziorze Kielarskim. W 1846 r. zbudowano drewniany most na Łynie. Po likwidacji huty szkła w Jełguniu (koniec XIX w.) ludność miejscowa zajęła się wyrębem lasu i flisactwem. Drewno płynęło luzem i w tratwach do Olsztyna, miast ulokowanych nad Łyną, a nawet do Królewca.

### Wojny i zarazy
Ruś położona jest na starym trakcie prowadzącym z Olsztyna do Nidzicy, a dalej do Warszawy. Z tego powodu wieś często była plądrowana i niszczona w czasie wojen. W czasie wojny polsko-krzyżackiej w 1414 została spustoszona. Ponownie zniszczono ją w czasie wojny w latach 1519–1521. Szwedzi spalili wieś w 1656 oraz powtórnie w czasie wojny północnej. Rekwizycje przeprowadziły wojska napoleońskie.
Podczas pierwszej wojny światowej kilkunastu mieszkańców opuściło wieś i ukrywało się w okolicy. Po kilkunastu dniach wrócili do domu. Rosjanie na ogół zachowywali się poprawnie. Niedaleko pod Olsztynkiem toczyły się zacięte walki (armia rosyjska poniosła klęskę), nazwane później przez Niemców bitwą pod Tannenbergiem.
W Rusi po I wojnie światowej postawiono pomnik poległym mieszkańcom - Rusi, Gągławek oraz Kielar. Zlokalizowany na skwerze przy drodze z Rusi w kierunku Gągławek (przy wjeździe do Rusi), po prawej stronie, przy ogrodzeniu. Zbudowany w formie kopca z kamieni polnych, zwieńczony głazem narzutowym z inskrypcją: „Unsern • im • Weltkriege • Gefallenen • 1914/18”. Poniżej głazu była tablica z nazwiskami poległych podczas I wojny światowej. Upamiętniono w ten sposób mieszkańców wsi: Ruś (Reußen), Kielary (Kellaren) oraz Gągławki (Ganglau). Stan zachowania zły. Pomnik został rozbity. Pozostała tylko miejsce, w którym był pomnik oraz tablica z listą poległych, która znajduje się w izbie pamięci w Szkole Podstawowej w Rusi.
W nieznanych okolicznościach kilku Warmiaków zesłano do pracy na wschodzie (m.in. Franciszka Dziewulskiego – zginął 24 marca 1945, mimo że dobrze posługiwał się językiem rosyjskim). Jesienią 1944 zaczęli przybywać do Rusi uciekinierzy z Gołdapi, Olecka i Ełku. Gdy front się zbliżył, władze hitlerowskie nie wydawały zezwoleń na opuszczenie wsi. Ewakuację zarządzono, gdy w okolicy słychać było już odgłosy armatnich wystrzałów. Ewakuacja odbywała się w mrozie, na zatłoczonych drogach, ostrzeliwanych przez radzieckie samoloty. Mieszkańcy Rusi uciekali furmankami na północ w kierunku Zalewu Wiślanego. Po wkroczeniu Rosjan, pozostałe we wsi kobiety, dzieci i starców spotkały grabieże, gwałty i rozstrzeliwania. Jedną z pierwszych ofiar był bartąski proboszcz – Otto Langkau (1871–1945). Postrzelony 22.01.1945 roku, pochowany kilka dni później w kościele. Do dziś w tym miejscu znajduje się tablica upamiętniająca to miejsce. Nazwiska ofiar umieszczono na pamiątkowej tablicy w kościele w Bartągu.
Podczas epidemii dżumy w latach 1708–1711 zginęło wielu mieszkańców wsi (w sumie na Warmii zaraza pochłonęła ponad 12 tysięcy ofiar).

### Szkoła
Około 1838 roku zbudowano we wsi szkołę. Pierwszy budynek był drewniany, składał się z izby lekcyjnej i mieszkania nauczyciela. Z czasem szkołę powiększono o drugą izbę lekcyjną. O rozwój szkolnictwa w tym rejonie usilnie zabiegał proboszcz z Bartąga – ks. Tomasz Gremm (1746–1810). W szkole nauczano po polsku. Zgodnie z zarządzeniem rejencji w Królewcu 8 godzin tygodniowo nauczano języka niemieckiego, później ilość tych lekcji zwiększono do 12 godzin tygodniowo. W 1867 postawiono murowany budynek szkoły. W 1890 ostatecznie zaprzestano nauczania po polsku w szkole w Rusi. W 1874 nauczycielem w Rusi był niejaki Gracki, a zajęcia z robótek ręcznych dla dziewcząt prowadziła jego siostra Matylda. Na początku XX w. wynajęto trzecie pomieszczenie na potrzeby szkoły, od rodziny Kirsteinów w Kielarach. W latach 1906–1907 dobudowano piętro, następnie zmieniono wejście do budynku, a boisko szkolne zostało ogrodzone. W tym czasie nauczycielem był Thiel. Po 1920 kierownictwo w szkole objął Otto Stoll, który dobudował werandę i założył ogródek szkolny. Pod koniec lat dwudziestych XX w. szkoła w Rusi była już czteroklasowa. Była to w powiecie olsztyńskim jedyna szkoła wiejska o takim profilu (w Gietrzwałdzie, Bartągu, Stawigudzie, Gutkowie, Lamkowie były szkoły trzyklasowe). Do szkoły w Rusi chodziły także dzieci z Kielar i Muchowowa (potem włączone administracyjnie do Rusi). Przed 1945 w szkole było 220 dzieci. Kadrę nauczycielską stanowili: Otto Stoll, Alojzy Raabe, Józef Krause, Klara Wiechert.
Obecnie w szkole uczy się 293 uczniów w klasach I-VI. Zatrudnionych jest 25 nauczycieli na pełnych etatach, 6 pracowników obsługi. W swoim gronie mamy  nauczycieli dyplomowanych 11,  mianowanych 8,  kontraktowych 5, stażysta 1. Wszyscy nauczyciele pracują zgodnie z kwalifikacjami. Prawie wszyscy mają uprawnienia do nauczania kilku przedmiotów.
W 1930 otwarto przedszkole pod auspicjami Vaterländischer Frauenverein, do którego uczęszczało 65 dzieci.
Przed wojną w Rusi istniały aż cztery drużyny piłkarskie (m.in. Wacker czyli Naprzód).
W 1892 założono w Rusi polską bibliotekę. Kolektorem (łącznikiem) Towarzystwa Czytelni Ludowych z biblioteką w Rusi był kowal Jan Hypel (jego synowie pisali się Hoppel). Przed samym plebiscytem w 1920 biblioteka mieściła się u Jatzkowskich. W latach 1933–1939 bibliotekę prowadziła Marta Jatzkowska (ur. 18 października 1912).
Polscy Warmiacy z Rusi posługiwali się swoim językiem na co dzień, w czasie pielgrzymki (zwanej łosiera) do Bartąga na kiermasz (czyli odpust Opatrzności Bożej), do Klewek na św. Rocha i do Gietrzwałdu 8 września na Dzień Narodzenia Najświętszej Panny Marii. Wcześniej (przed objawieniami w Gietrzwałdzie w 1877) mieszkańcy Rusi pielgrzymowali do Łąk Bratiańskich pod Nowym Miastem

### Kapliczka Rusi
Dawniej, trzy razy dziennie Maria Krause dzwoniąc przy kapliczce w Rusi przypominała o modlitwie. W maju przy kapliczce odmawia się litanię do Matki Bożej. Dzwon również służył dawniej, jak i dziś choć już rzadziej do powiadamiania o śmierci jednego z mieszkańców.
Część mieszkańców Rusi należała do Bractwa Wstrzemięźliwości, założonego w 1856 w Olsztynie przez ks. Walentego Tolsdorfa (pochodził z niedalekiego Linowa). W 1858 aż 70% dorosłych parafian należało do tego bractwa (większość z nich zobowiązała się na całe życie nie spożywać mocnych napojów alkoholowych: gorzałki, araku, rumu, spirytusu). Mieszkańcy Rusi należeli także do Bractwa Opatrzności Bożej, założonego w 1781 przez ks. Gremma.

## Obecny wygląd wsi
Zachowała się częściowo drewniana zabudowa wsi z przełomu XIX i XX wieku, gdzie chałupy są rozrzucone po pagórkach, w najwyższym miejscu sięgających 152 m n.p.m. (rzeka 110 m n.p.m.)
Wieś położona jest nad Łyną, na skraju Lasów Ramuckich gdzie zaczyna się rezerwat leśny Las Warmiński. Okolica przypomina krajobraz podgórski z przewyższeniami do 40 metrów, dlatego czasem można się spotkać z nazwą „Szwajcaria Północy”. W pobliżu jezioro Kielarskie. We wsi znane gospodarstwo rybackie. Przy moście znajduje się zapora i mała elektrownia wodna. Nad rzeką, przed wsią, na skraju lasu jest plaża – miejsce na ognisko, rozbicie namiotów, boisko do siatkówki, parking. Tu Łyna kończy swój przełom rozpoczynający się od jeziora Ustrych. Przełom ten ma charakter podgórski i jest znany w środowisku kajakarzy.
W Rusi znajduje się sklep rybny i sklep spożywczo-przemysłowy. We wsi znajduje się odrestaurowana kapliczka z XIX wieku, którą poświęcił w 2004 roku biskup Jacek Jezierski, a także pomnik z I wojny światowej. Ruś posiada nowy budynek Szkoły Podstawowej (z nowoczesną salą gimnastyczną), do której uczęszczają uczniowie z okolicznych miejscowości (Bartąg, Bartążek, Gągławki), a także z osiedla Zacisze w Olsztynie. O Rusi została napisana książka „Ruś nad Łyną”
Od stycznia 2007 roku w Rusi istnieje wyciąg narciarski. Składa się z 3 wyciągów orczykowych oraz 4 tras zjazdowych, każda po około 280 metrów. Znajduje się tam także wypożyczalnia sprzętu narciarskiego, bar oraz szkółka narciarska. Dodatkowo, z myślą o narciarzach z Olsztyna MPK otworzyła nowy przystanek: Ruś-Wyciąg narciarski.
Od stycznia 2007 w Rusi istnieje oddział Poczty Polskiej, który mieści się w budynku sklepu spożywczego.